# Temenis meridionalis
Temenis meridionalis är en fjärilsart som beskrevs av Ebert 1965. Temenis meridionalis ingår i släktet Temenis och familjen praktfjärilar. Inga underarter finns listade i Catalogue of Life.